# Argyrospila
Argyrospila is een geslacht van vlinders van de familie uilen (Noctuidae), uit de onderfamilie Acronictinae.

## Soorten
- Argyrospila formosa Graeser, 1888
- Argyrospila striata Staudinger, 1897
- Argyrospila succinea (Esper, 1798)